# Veľká Mača
Veľká Mača es un municipio del distrito de Galanta en la región de Trnava, Eslovaquia, con una población estimada a final del año 2024 de 2560 habitantes.
Se encuentra ubicado en el centro-sur de la región, en la depresión danubiana y cerca del río Váh (cuenca hidrográfica del Danubio) y de la región de Bratislava.

## Demografía
| Año        | 1994 | 2004    | 2014    | 2024    |
| ---------- | ---- | ------- | ------- | ------- |
| Población  | 2559 | 2614    | 2571    | 2560    |
| Diferencia |      | +2,14 % | −1,64 % | −0,42 % |

| Año        | 2023 | 2024    |
| ---------- | ---- | ------- |
| Población  | 2564 | 2560    |
| Diferencia |      | −0,15 % |